# Kuusinijemi
Kuusinijemi (ros. Куусиниеми) – osiedle w Rosji, w Karelii, w rejonie kalewalskim. W 2010 liczyło 311 mieszkańców.